# McLaren MP4/14
McLaren MP4/14 (McLaren Project 4, 14. design) byl monopost stáje McLaren určený pro mistrovství Formule 1 v roce 1999.

## Popis
Model MP4/14 navazuje na svého předchůdce McLaren MP4/13. Vývoj těchto dvou typů vozů probíhal víceméně současně. V předešlé sezóně si návrháři Adrian Newey a Neil Oatley vyzkoušeli nové aerodynamické vlastnosti a v této sezóně měl být vůz dokonale připraven. McLaren očekával, že získá titul i pohár konstruktérů. Vůz však měl problém se spolehlivostí a ve více než jedné třetině případů (dvanáctkrát) nedojel. To byl jeden z velmi důležitých faktorů proč se McLarenu nepodařilo získat pohár konstruktérů a ačkoli v něm skončil druhý, bylo to považováno za neúspěch. Individuální titul se podařil získat Mikae Häkkinenu, ale jeho zisk výrazně ovlivnilo zranění Michaela Schumachera při Velké ceně Velké Británie.

## Technická data
- Převodovka: McLaren L 7stupňová poloautomatická.
- Spojka: AP Racing
- Brzdy: AP Racing
- Motor: Mercedes FO110H
  - V10 72°
  - Objem: 2998 cc
  - Výkon: 810/17800 otáček
  - Vstřikování: TAG
  - Palivový systém: TAG f.i.
  - Palivo: Mobil 1
- Pneumatiky: Bridgestone

## Statistika
- 16 Grand Prix
- 7 vítězství (5x Mika Häkkinen)
- 11 pole positions
- 124 bodů - 2. místo v poháru konstruktérů
- 16 x podium
- Nejrychlejší kola 9
- 124 bodů (76 Mika Häkkinen + 48 David Coulthard)

## Výsledky v sezoně 1999
| Legenda k tabulce | Legenda k tabulce                                                                       |
| Barva             | Výsledek                                                                                |
| ----------------- | --------------------------------------------------------------------------------------- |
| Zlatá             | Vítěz                                                                                   |
| Stříbrná          | 2. místo                                                                                |
| Bronzová          | 3. místo                                                                                |
| Zelená            | Bodované umístění                                                                       |
| Modrá             | Nebodované umístění                                                                     |
| Modrá             | Dokončil neklasifikován (NC)                                                            |
| Fialová           | Odstoupil (Ret)                                                                         |
| Červená           | Nekvalifikoval se (DNQ)                                                                 |
| Červená           | Nepředkvalifikoval se (DNPQ)                                                            |
| Černá             | Diskvalifikován (DSQ)                                                                   |
| Bílá              | Nestartoval (DNS)                                                                       |
| Bílá              | Závod zrušen (C)                                                                        |
| Světle modrá      | Pouze trénoval (PO)                                                                     |
| Světle modrá      | Páteční testovací jezdec (TD)                                                           |
| Bez barvy         | Netrénoval (DNP)                                                                        |
| Bez barvy         | Vyřazen (EX)                                                                            |
| Bez barvy         | Nepřijel (DNA)                                                                          |
| Bez barvy         | Odvolal účast (WD)                                                                      |
| Bez barvy         | Nezúčastnil se (prázdné)                                                                |
| Označení          | Význam                                                                                  |
| Tučnost           | Pole position                                                                           |
| Kurzíva           | Nejrychlejší kolo                                                                       |
| †                 | Jezdec nedojel do cíle, ale byl klasifikován, protože odjel více než 90 % délky závodu. |
| ‡                 | Byl udělován poloviční počet bodů, protože bylo odjeto méně než 75 % délky závodu.      |
| Horní index       | Umístění bodujících jezdců ve sprintu                                                   |

| Rok  | Šasi           | Motor                     | Pneu | No. | Jezdci    | 1   | 2   | 3   | 4   | 5   | 6   | 7   | 8   | 9   | 10  | 11  | 12  | 13  | 14  | 15  | 16  | Body | Pořadí |
| ---- | -------------- | ------------------------- | ---- | --- | --------- | --- | --- | --- | --- | --- | --- | --- | --- | --- | --- | --- | --- | --- | --- | --- | --- | ---- | ------ |
| 1999 | McLaren MP4/14 | Mercedes-Ilmor FO110H V10 | B    |     |           | AUS | BRA | SMR | MON | ESP | CAN | FRA | GBR | AUT | GER | HUN | BEL | ITA | EUR | MAL | JPN | 124  | 2.     |
| 1999 | McLaren MP4/14 | Mercedes-Ilmor FO110H V10 | B    | 1   | Häkkinen  | Ret | 1   | Ret | 3   | 1   | 1   | 2   | Ret | 3   | Ret | 1   | 2   | Ret | 5   | 3   | 1   | 124  | 2.     |
| 1999 | McLaren MP4/14 | Mercedes-Ilmor FO110H V10 | B    | 2   | Coulthard | Ret | Ret | 2   | Ret | 2   | 7   | Ret | 1   | 2   | 5   | 2   | 1   | 5   | Ret | Ret | Ret | 124  | 2.     |